# Медаль Вільяма Ніколса
Меда́ль Ві́льяма Ні́колса (англ. William H. Nichols Medal) — наукова нагорода, яку присуджують щорічно за оригінальні дослідження в галузі хімії. Кандидати мають зробити «значний та оригінальний внесок у будь-яку галузь хімії» протягом п'яти років, що передували даті презентації. Лауреат отримує золоту медаль, бронзову репліку та грошову винагороду. Нагороду заснувала 1902 року Нью-Йоркська секція Американського хімічного товариства (ACS) завдяки пожертві хіміка та бізнесмена Вільяма Г. Ніколса. Це була перша наукова нагорода, затверджена ACS.

## Список лауреатів нагороди
Нагороду присуджують щорічно і вперше її вручали 1903 року.
- 1903 Едвард Б. Вургіз (англ. Edward B. Voorhees)
- 1904 (не вручалась)
- 1905 Чарлз Летроп Парсонс[en]
- 1906 Марстон Тейлор Богерт[en]
- 1907 Говард Беркі Бішоп (англ. Howard Berkey Bishop)
- 1908 Вільям Гальц Вокер[en]
- 1909 H. H. C. P. Weber, Вільям Альберт Нойс[en]
- 1910 Лео Бакеланд
- 1911 C. W. Easley, M. A. Rosanof
- 1912 Чарлз Джеймс[en]
- 1913 (не вручалась)
- 1914 Мозес Гомберг
- 1915 Ірвінг Ленгмюр
- 1916 Клод Гадсон[en]
- 1917 (не вручалась)
- 1918 Тріт Болдвін Джонсон[en]
- 1919 (не вручалась)
- 1920 Ірвінг Ленгмюр
- 1921 Гілберт Ньютон Льюїс
- 1922 (не вручалась)
- 1923 Томас Міджлі (молодший)
- 1924 Чарлз Август Краус[en]
- 1925 Едвард Кертіс Франклін[en]
- 1926 Семюел Колвілл Лінд[en]
- 1927 Роджер Адамс[en]
- 1928 Г'ю Стотт Тейлор[en]
- 1929 Вільям Еванс (англ. William L. Evans)
- 1930 Семюел Шеппард (англ. Samuel Edward Sheppard)
- 1931 Джон Вілсон (англ. John A. Wilson)
- 1932 Джеймс Браянт Конант
- 1933 (не вручалась)
- 1934 Генрі Клеп Шерман[en]
- 1935 Джуліус Ньюленд
- 1936 Вільям Менсфілд Кларк[en]
- 1937 Френк Кліффорд Вітмор[en]
- 1938 Феб Левен
- 1939 Джоель Генрі Гільдебранд[en]
- 1940 Джон Нельсон (англ. John M. Nelson)
- 1941 Лайнус Полінг
- 1942 Дункан А. Макіннес[en]
- 1943 Артур Лемб[de]
- 1944 Карл Шип Марвел[en]
- 1945 Вінсент дю Віньо
- 1946 Венделл Мередіт Стенлі
- 1947 Георгій Кістяківський
- 1948 Гленн Теодор Сіборг
- 1949 Ісаак Кольтгофф[en]
- 1950 Оскар Вінтерштейнер[de]
- 1951 Генрі Ейрінг[en]
- 1952 Френк Спеддінг[en]
- 1953 Рейнольд Клейтон Ф’юзон[en]
- 1954 Чарлз Фелпс Сміт[en]
- 1955 Венделл Мітчелл Латімер[en]
- 1956 Роберт Бернс Вудворд
- 1957 Луїс Плак Гаммет[en]
- 1958 Мелвін Калвін
- 1959 Герберт Чарлз Браун
- 1960 Герман Френсіс Марк[en]
- 1961 Петер Дебай
- 1962 Пол Джон Флорі
- 1963 Луїс Фізер[en]
- 1964 Артур Клей Коуп[en]
- 1965 Герберт Едмунд Картер[en]
- 1966 Фредерік Россіні[en]
- 1967 Карл Август Фолкерс[en]
- 1968 Вільям Саммер Джонсон[en]
- 1969 Маршалл Воррен Ніренберг
- 1970 Бріттон Чанс
- 1971 Генрі Таубе
- 1972 Джон Домбровскі Робертс[en]
- 1973 Роберт Брюс Мерріфілд
- 1974 Гарольд Абрахам Шерага[en]
- 1975 Франк Альберт Коттон
- 1976 Пол Дауті Бартлетт[en]
- 1977 Елайс Джеймс Корі
- 1978 Френк Олден Бові[de]
- 1979 Choh Hao Li[en]
- 1980 Гілберт Сторк[en]
- 1981 Роалд Гоффманн
- 1982 Френк Вестгаймер[en]
- 1983 Ніл Бартлет[en]
- 1984 Фред Маклаффкрті[en]
- 1985 Джером Абрагам Берсон[en]
- 1986  Майкл Джеймс Стюарт Дьюар[en]
- 1987 Курт Міслоу[en]
- 1988 Ральф Гіршманн[en]
- 1989 Рональд Бреслоу[en]
- 1990 Джон Діксон Балдешвілер[en]
- 1991 Джон Кальвін Ґіддінгс[en]
- 1992 Коджі Наканіші[en]
- 1993 Річард Смоллі
- 1994 Пітер Дерван[en]
- 1995 Стівен Ліппард[en]
- 1996 Кірьякос Ніколау[en]
- 1997 Жаклін Бартон[en]
- 1998 Ахмед Хассан Зевейл
- 1999 Семюел Данішефскі[en]
- 2000 Баррі Трост[en]
- 2001 Стюарт Шрайбер
- 2002 Алан Макдіармід
- 2003 Гаррі Баркус Ґрей[en]
- 2004 Аллен Бард
- 2005 Річард Зейр[en]
- 2006 Баррі Шарплесс
- 2007 Ніколас Турро[en]
- 2008 Надріан Сімен[en]
- 2009 Каролін Бертоцці
- 2010 Тобін Маркс[en]
- 2011 Джуліус Ребек
- 2012 Алан Джордж Маршалл[en]
- 2013 Річард Ейзенберг (англ. Richard Eisenberg)
- 2014 Амос Сміт[en]
- 2015 Габор Соморджай[en]
- 2016 Стівен Бухвальд
- 2017 Чад Міркін[en]
- 2018 Дебра Ролісон[en][4][5]
- 2019 Вікі Грасян[en][6][7]
- 2020 Кшиштоф Матяшевський
- 2021 (Не вручалась)
- 2022 Елісон Батлер[en]
- 2023 Карен Голдберг (англ. Karen I. Goldberg)
- 2024 Емілі Картер[en]